# David Paymer
David Paymer est un acteur et réalisateur américain né le 30 août 1954 à Oceanside, Long Island (États-Unis).

## Filmographie

### Acteur

#### Cinéma
- 1979 : Ne tirez pas sur le dentiste (The In-Laws) : Conducteur de taxi
- 1982 : Y a-t-il enfin un pilote dans l'avion ? (Airplane II: The Sequel) : Photographe à la Cour
- 1984 : Une défense canon (Best Defense) : Kurly
- 1984 : Divorce à Hollywood (Irreconcilable Differences) de Charles Shyer : Alan Sluiser
- 1985 : Perfect : Éditeur en chef
- 1986 : Howard the Duck : Larry, le scientifique
- 1986 : Extra Sangsues (Night of the Creeps) : Jeune scientifique
- 1987 : Sens unique (No Way Out) : David le Technicien
- 1989 : No Holds Barred : Unger
- 1990 : Crazy People : George
- 1991 : La Vie, l'Amour, les Vaches (City Slickers) : Ira Shalowitz
- 1992 : Mr. Saturday Night de Billy Crystal : Stan
- 1993 : À la recherche de Bobby Fischer (Searching for Bobby Fischer) : Kalev
- 1993 : Drôles de fantômes (Heart and Souls) : Hal
- 1994 : L'Or de Curly (City Slickers II: The Legend of Curly's Gold) : Ira Shalowitz
- 1994 : Quiz Show : Dan Enright
- 1995 : Get Shorty : Leo Devoe
- 1995 : Le Président et Miss Wade (The American President) : Leon Kodak
- 1995 : Nixon d'Oliver Stone : Ron Ziegler
- 1996 : City Hall : Abe Goodman
- 1996 : Mémoires suspectes (Unforgettable) : Curtis Avery
- 1996 : En route pour l'école d'Arthur Hiller : Daniel Miller
- 1997 : The Sixth Man (en) de Randall Miller : Coach Pederson
- 1997 : Flics sans scrupules (Gang Related) de Jim Kouf : Elliot Goff
- 1997 : Amistad : Secrétaire Forsyth
- 1998 : The Lesser Evil : George
- 1998 : Outside Ozona : Alan Defaux
- 1998 : Mon ami Joe (Mighty Joe Young) : Harry Ruben
- 1999 : Payback : Arthur Stegman
- 1999 : Dash and Lilly (TV) : Arthur Kober, Lillian's Husband
- 1999 : 50 degrés Fahrenheit (Chill Factor) : Dr. Richard Long
- 1999 : Mumford : Dr. Ernest Delbanco
- 1999 : Hurricane Carter (The Hurricane) : Myron Beldock
- 2000 : Séquences et Conséquences (State and Main) : Marty Rossen
- 2000 : Piégé : Agent Wooly
- 2000 : Enemies of Laughter : Paul Halpern
- 2000 : Un amour infini (Bounce) de Don Roos : Procureur Mandel
- 2001 : Bartleby : The Boss
- 2001 : Focus : M. Finkelstein
- 2002 : The Burial Society : Morry Zimmer
- 2003 : Candor City Hospital
- 2003 : Alex et Emma : John Shaw
- 2004 : Checking Out : Ted Applebaum
- 2004 : Spartan : TV News Anchor
- 2004 : Balto III: Wings of Change : Mel (voix)
- 2004 : En bonne compagnie (In Good Company) : Morty
- 2005 : Marilyn Hotchkiss' Ballroom Dancing and Charm School de Randall Miller : Rafael Horowitz
- 2005 : The Fix (court-métrage) : Lew Devlin
- 2005 : My Suicidal Sweetheart : Max Sénior.
- 2007 : Ocean's Thirteen : Chroniqueur du Prix des 5 Diamants
- 2009 : Jusqu'en enfer : M. Jacks
- 2011 : Bad Teacher : Dr. Vogel
- 2011 : Twixt de Francis Ford Coppola : Sam Malkin
- 2012 : Cinq ans de réflexion : Pete Solomon
- 2020 : Horse Girl de Jeff Baena
- 2020 : Bad Therapy de William Teitler: Dr. Edward Kingsley

#### Télévision
- 2000 : Deux escrocs, un fiasco (Partners) : Bob
- 2000 : From Where I Sit : Bob
- 2000 : For Love or Country: The Arturo Sandoval Story : Interviewer de l'Ambassade
- 2002 : Joe and Max : Joe Jacobs
- 2002 : RFK : Dick Goodwin
- 1981 : La Maison maudite (This House Possessed) : Pasternak
- 1983 : Grace Kelly : Jay Kanter
- 1984 : Her Life as a Man : Ted
- 1985 : Love, Mary : David Lewis
- 1986 : Pleasures : Stanley
- 1986 : Cheers : David Schumacher
- 1996 : Le Crime du siècle (Crime of the Century), téléfilm de Mark Rydell : David Wilentz
- 1986 : Downtown (en) : Capt. David Kiner
- 1988 : Rock 'n' Roll Mom : Boris
- 1988 : Monte là-d'ssus (The Absent-Minded Professor) : Mr Oliphant
- 1990 : Sky High
- 1990 : Sunset Beat
- 1991-1992 : L'As de la crime : Arnie Metzger
- 1994 : In Search of Dr. Seuss : L'homme de la pub
- 1994 : Cagney et Lacey - Les retrouvailles (Cagney & Lacey: The Return) : Avocat du district Atty. Feldberg
- 1995 : Cagney & Lacey: Together Again : Avocat du  District Feldberg
- 1995 : Santo Bugito : Le Professeur / Centipede (1996) (voix)
- 1997 : Channel Umptee-3 : Sheldon S. Cargo (voix)
- 2002 : FBI : Portés disparus : (S1,E2) Bob Freedman
- 2003 : Line of Fire : Jonah Malloy
- 2004 : Capital City
- 2005 : Leçons de vie (School of Life) : Matt Warner
- 2005 : Warm Springs : Louis Howe
- 2005 : Into the West : M. Royer
- 2006 : Ghost Whisperer : Adam Gofrey (saison 2, épisode 5)
- 2007 : Brothers and Sisters : Donald Dudley
- 2009-2011 : The Good Wife : Juge Richard Cuesta
- 2010 : New York, unité spéciale (saison 11, épisode 22) : docteur Stephen Elroy
- 2011 : Mentalist : James Panzer, tueur en série
- 2013-14 : Perception: Rueben Bauer
- 2017: Pure Genius: Douglas Prescott
- 2017: There's... Johnny!: Dr. Neuberger
- 2017-18: I'm Dying Up Here: Ernie Falk
- 2017-22: The Marvelous Mrs. Maisel: Harry Drake
- 2018: The Conners: Gary

- 2019: Brooklyn Nine-Nine: Dr. William Tate
- 2019: On Becoming a God In Central Florida: Buck Bridges
- 2019: Room 104: Robert
- 2020: Star Trek: Picard: Dr. Benayoun
- 2020: Briarpatch: Jimmy Jr.
- 2020: Dave: Don
- 2021: The Morning Show : Le père d'Hannah

## Voix francophones
En France, Gilbert Lévy est la voix régulière de David Paymer depuis les années 1990.
Au Québec, Luis de Cespedes fut la voix régulière de David Paymer de 1991 à 2005.